# Puente Puerta de Las Rozas
El puente Puerta de Las Rozas se alza sobre la autopista A-6 (Madrid-La Coruña), a la altura del punto kilométrico 20,175. Se encuentra en el término municipal de Las Rozas de Madrid, en la parte noroccidental de la Comunidad de Madrid (España).

## Historia

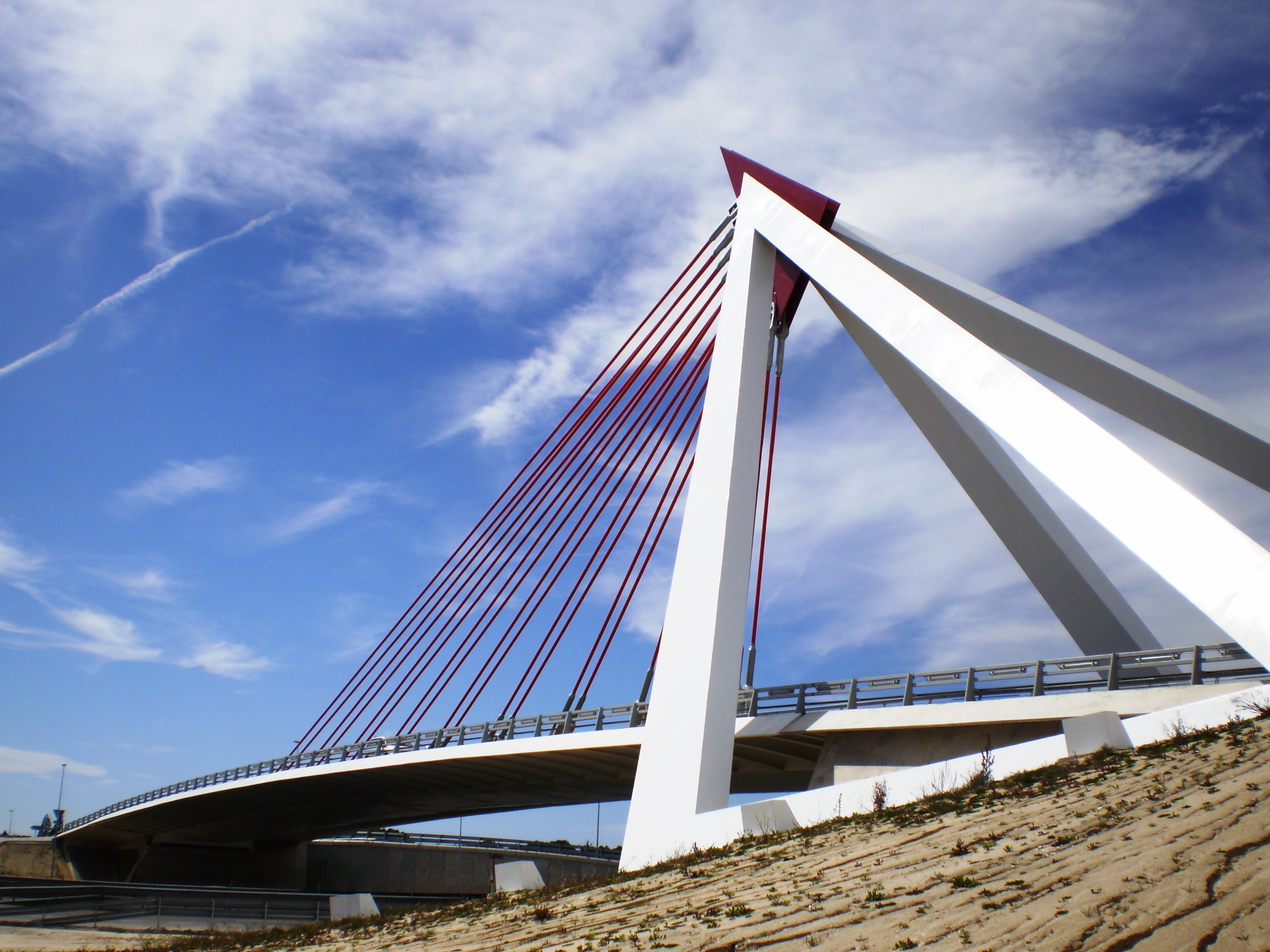
El puente Puerta de Las Rozas, visto desde su lado suroriental, se levanta sobre la autopista A-6.

La construcción de este puente responde a una iniciativa del Ayuntamiento de Las Rozas de Madrid, presidido, en el momento de las obras, por Bonifacio de Santiago, alcalde de la población desde 1995. 
El puente contó con una partida presupuestaria de 7 748 518,44 euros, que se elevaron finalmente a una inversión total de unos 10 000 000. Tiene como función comunicar los barrios de El Montecillo y La Marazuela (ambos en desarrollo), así como servir de acceso al municipio rocense desde la A-6. En las bases del concurso de ideas, se abogaba por un diseño vanguardista y simbólico, a modo de hito de entrada a la localidad, tal y como se desprende del propio nombre del puente.
Su diseño se debe a Juan José Arenas de Pablo, ganador del citado concurso. Este ingeniero es también autor del puente de la Barqueta, de Sevilla, y del puente móvil del Puerto de Barcelona. Fue ejecutado por la empresa Ferrovial Agromán e inaugurado el 23 de junio de 2007.
El Ayuntamiento de Las Rozas de Madrid tiene prevista la edificación de otro puente simbólico, similar a la Puerta de Las Rozas, en la pedanía de Las Matas. Se levantaría igualmente sobre la A-6 y comunicaría este núcleo de población rocense con la Urbanización del Golf.[cita requerida]

## Descripción

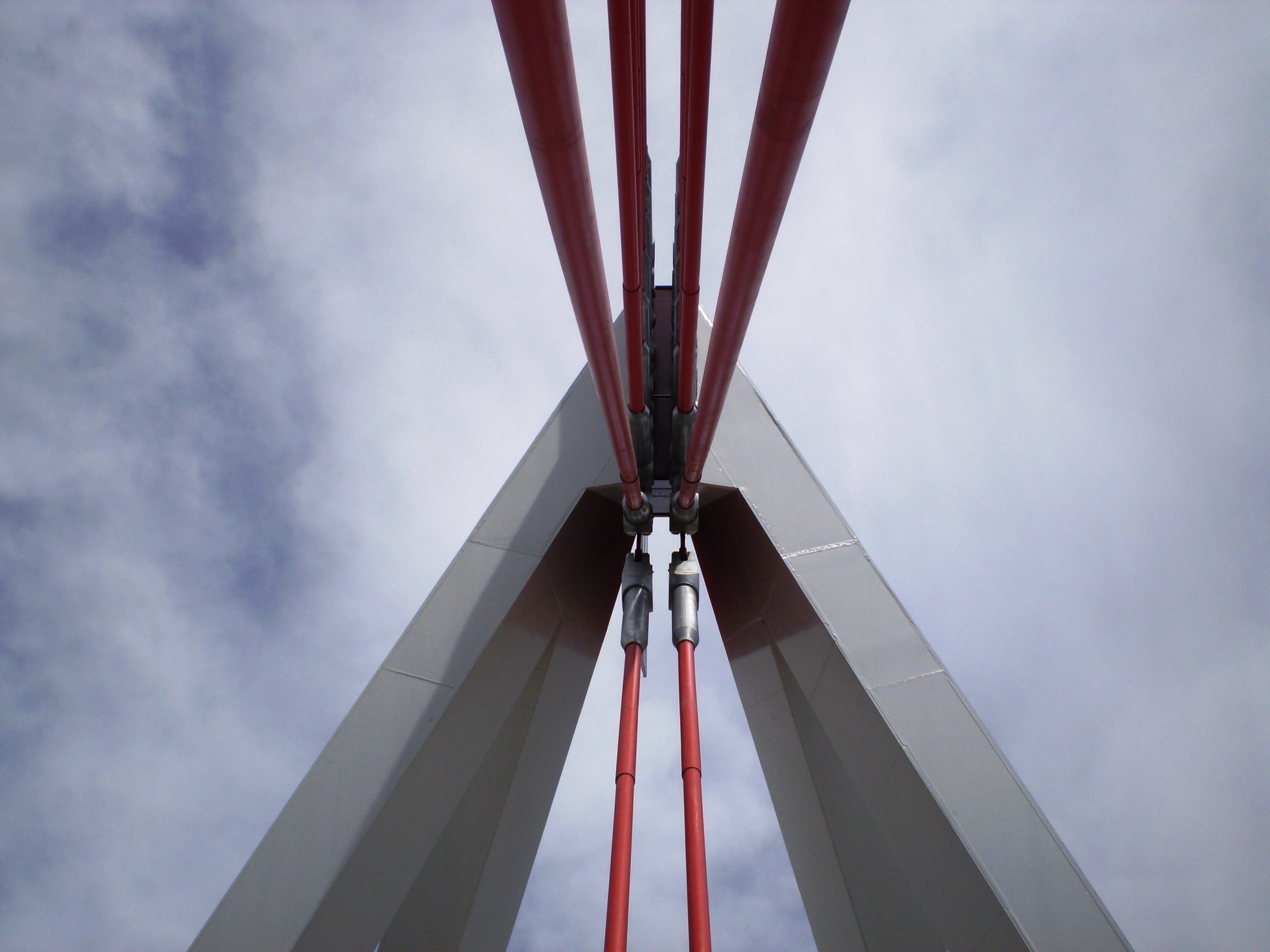
Detalle de las piezas de anclaje de los tirantes, en la parte superior del mástil de 45 m de altura.

Se trata de un puente atirantado asimétrico, de 102 m de luz, que se sostiene sobre un mástil de 45 m de altura, formado por dos cartabones de acero, en planos inclinados. En la parte superior del citado mástil se sitúan dos células triangulares de anclaje, desde donde parten nueve parejas de tirantes, cuya tensión permite sujetar el tablero. Estos son de color rojo, frente a los tonos blancos que presenta el resto de la construcción.
El tablero, realizado acero y hormigón, tiene 20 m de anchura. Integra dos carriles por sentido, destinados a la circulación de vehículos, así como una calzada central de 4 m de ancho, con pavimento de madera, para uso peatonal. Para la construcción del mástil y del tablero, se utilizaron 960 toneladas de acero en chapas y perfiles.